# 안도라 공동공
안도라 공동공(카탈루냐어: Copríncep d'Andorra 코프린세프 단도라, 스페인어: Copríncipes de Andorra 코프린시페스 데 안도라, 프랑스어: Coprinces d'Andorre 코프랭세스 단도르)은 피레네산맥에 위치한 소규모 내륙국 안도라의 공동군주다. 1278년 에스파냐의 우르젤 주교와 프랑스의 푸아 백작 사이에 조약이 맺어져 우르젤 주교와 푸아 백작이 공동재임하는 것으로 정의되는 안도라 공위가 신설되었다. 이후 이 특이한 이중군주제는 중세를 거쳐 현재까지 지속되고 있다. 푸아 백작령이 나바라 왕국을 거쳐 프랑스 왕국의 왕실 직할령으로 편입되자 우르젤 주교와 프랑스 국왕이 안도라 공을 겸임했다. 프랑스가 공화국이 된 뒤로는 프랑스의 대통령이 안도라 공을 겸한다.
두 공동공은 각자 대리인을 안도라에 파견하여 안도라를 다스린다. 현재 안도라 공은 프랑스측은 파트리크 스트르조다, 에스파냐측은 호세프 마리아 마우리다.